# Woodshock
Pour plus de détails, voir Fiche technique et Distribution.
Woodshock est un film américain réalisé par Kate Mulleavy et Laura Mulleavy, sorti en 2017.

## Synopsis
Une femme tombe en pleine paranoïa après avoir pris une drogue mortelle.

## Fiche technique
- Titre : Woodshock
- Réalisation : Kate Mulleavy et Laura Mulleavy
- Scénario : Kate Mulleavy et Laura Mulleavy
- Musique : Peter Raeburn
- Photographie : Peter Flinckenberg
- Montage : Julia Bloch et Dino Jonsäter
- Production : K.K. Barrett, Michael Costigan, Ken Kao et Ben LeClair
- Société de production : COTA Films et Waypoint Entertainment
- Société de distribution : A24 Films (États-Unis)
- Pays :  États-Unis
- Genre : Drame et thriller
- Durée : 100 minutes
- Dates de sortie : 
  -  États-Unis : 22 septembre 2017

## Distribution
- Kirsten Dunst : Theresa
- Joe Cole : Nick
- Pilou Asbæk : Keith
- Steph DuVall : Ed
- Jack Kilmer : Johnny
- Susan Traylor : la mère de Theresa

## Accueil
Le film a reçu un accueil défavorable de la critique. Il obtient un score moyen de 39 % sur Metacritic.